# Římskokatolická farnost Štíty
Římskokatolická farnost Štíty je územní společenství římských katolíků v děkanátu Zábřeh s farním kostelem Nanebevzetí Panny Marie.

## Historie farnosti
Současný kostela byl postaven roku 1755 po požáru města. Roku 1793 byla postavena nová budova fary. Roku 1889 postihl město největší požár v jeho historii. Oheň zničil mimo jiné faru a celý kostel. Z prostředků získaných sbírkami farníků byla roku 1891 zničená budova i s věží provizorně pokryta na dalších 21 let, definitivní podobu získal kostel roku 1912. Nejvýznamnější opravou prošel kostel v letech 1995–1997.

## Duchovní správci
Administrátorem je od července 2016 R. D. Mgr. Jacek Piotr Brończyk. Ten byl s platností od 1. července 2018 jmenován farářem.

## Bohoslužby
| Kostel                  | Místo | Bohoslužba (den)    | Hodina                                   | Poznámka     |
| ----------------------- | ----- | ------------------- | ---------------------------------------- | ------------ |
| Nanebevzetí Panny Marie | Štíty | neděle středa pátek | 9.00 17.00 (zimní čas)/18.00 (letní čas) | farní kostel |

## Aktivity farnosti
Od března 2009 funguje farní knihovna. Každých čtrnáct dní v pátek se schází společenství Modlitby matek. Od šedesátých let 20. století existuje ve farnosti společenství živého růžence. Průběžně je vedena farní kronika.
V říjnu 2017 uděloval v farnosti biskup Josef Hrdlička svátost biřmování.
Pro farnost, stejně jako další farnosti děkanátu Zábřeh, vychází každý týden Farní informace.